# Bari (Sprache)
Bari (auch Beri genannt) ist eine ostnilotische Sprache, die vor allem in der Region Central Equatoria in Südsudan gesprochen wird.
Bari ist die Muttersprache von ungefähr 420.000 Menschen (Stand 2000) im Südsudan sowie von etwa 60.000 Menschen in Uganda (Stand 2000). Seine Sprecher gehören zu den Volksgruppen der Bari (auch Bari proper oder „eigentliche Bari“ genannt) sowie der Mundari, Nyangwara, Pöjullu, Kakwa, Kuku und Nyepu. Die Dialekte der Mundari und der Kakwa werden zum Teil als eigenständige Sprachen aufgefasst, womit Bari eine Gruppe von drei Einzelsprachen darstellen würde.
Infolge des Bürgerkrieges im Sudan wurden Bari-Sprecher in andere Regionen des damaligen Sudan vertrieben.